# 劉德仁 (金朝)
劉德仁（1122年—1180年），號無憂子，滄州樂陵人（今山東樂陵），大道教的始創人。受金世宗賜「東岳真人」封號，元朝時加封為「無憂普濟開微洞明真君」。
劉德仁行教凡38年，提倡「見素抱樸，少思寡欲，虛心實腹，守氣養神」。